# Poterie en Toscane
 (novembre 2014).
Si vous disposez d'ouvrages ou d'articles de référence ou si vous connaissez des sites web de qualité traitant du thème abordé ici, merci de compléter l'article en donnant les références utiles à sa vérifiabilité et en les liant à la section « Notes et références ».
Cet article contient des informations sur la production de pots dans la région de Toscane en Italie.
La région de Florence, berceau de la renaissance italienne, est connue pour sa poterie artisanale de grande qualité.
Anciennement utilisés à des fins utilitaires ; jarre à huile et à vin, pots à épices et cruches à eau, ces contenants ont évolué vers d’autres fonctions plus proches de leur consécration actuelle.
Quelques localités en ont fait leur spécialité et poursuivent la tradition de la terracotta.

## Impruneta
Située au sud de Florence, la petite ville d’Impruneta produit de la poterie artisanale réputée.
Ce sont les différentes composantes de l’argile (oxyde de fer, sulfate de cuivre) qui lui donne cette couleur rouge indéfinissable et caractéristique. Mais aussi les sels de carbonates et calcium assurent perméabilité et porosité qui favorisent le bon développement des plantes.
La particularité de grosse granulométrie « Galestro » garantit une très grande résistance aux températures les plus extrêmes (-30 °C).
La poterie d'Impruneta, limitée à une zone d’extraction de 200 km2, est protégée par une appellation contrôlée.

## Montélupo
Au bord de l’Arno, cette ancienne cité médiévale était plutôt connue pour ses réalisations en céramique (Musée de la poterie de Toscane).
Aujourd’hui on y réalise aussi des pots en terre cuite non émaillée, la composition de l’argile utilisée se rapproche de celle d’Impruneta avec des caractéristiques voisines de résistance au gel et respiration des récipients.
Le travail artisanal (forme et couleur) de la poterie est assez semblable, toutefois ces pots sont plus légers, ce qui réduit le coût de fabrication et le prix du transport.
Galestro est l’appellation contrôlée des bonnes terres d’argiles de cette région et un poinçon atteste l’origine sur les poteries proposées.

## Sinalunga
C’est dans cette petite localité à l’est de Sienne qu’est installée la fabrique artisanale de poterie de Benocci Maurizio.
Depuis plusieurs générations cette manufacture utilise la « Terre de Sienne » pour confectionner des produits de qualités reconnus, tant pour la couleur et la très grande résistance de ce matériau séculaire que pour la richesse de ses formes.
Ce maître artisan, juste trentenaire mais héritier d’une tradition remontant à l’art de la Renaissance italienne, remet à l’honneur des pots anciens et crée aussi des modèles plus récents en s’inspirant (guidé parfois par son épouse) des nouvelles tendances du ‘design contemporain’.
Il en résulte un dessin de formes convenant particulièrement bien aux pots de grandes dimensions, ce qui est remarquable dans cette production !